# Vasile Andrei

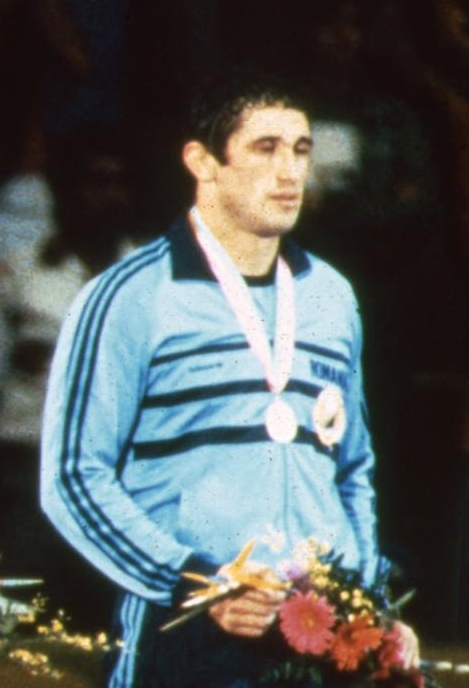
Vasile Andrei, 1984

Vasile Andrei (* 28. Juli 1955 in Albești, Kreis Ialomița) ist ein ehemaliger rumänischer Ringer und Olympiasieger 1984 im griechisch-römischen Stil im Schwergewicht.

## Werdegang
Vasile Andrei begann als Jugendlicher mit dem Ringen. Durch die in den damaligen sozialistischen Staaten übliche hervorragende Talentsuche wurde er schon früh entdeckt und zum Spitzenverein Steaua Bukarest delegiert. Dort entwickelte er sich sehr gut weiter. Er spezialisierte sich auf den griechisch-römischen Stil. Es dauerte allerdings bis 1979, bis er sich in Rumänien bei den Senioren gegen seine harten Konkurrenten Nicolae Martinescu und Ivan Savin durchsetzen konnte und bei den internationalen Meisterschaften an den Start gehen konnte.
Von den Junioren-Europameisterschaften 1975 in Chaskowo, wo er den 4. Platz im Schwergewicht belegte, abgesehen, startete Vasile Andrei seine internationale Ringerlaufbahn bei der Europameisterschaft 1979 im heimischen Bukarest im Schwergewicht. Er erreichte dort mit drei Siegen, u. a. schlug er den bundesdeutschen Meister Hans-Günter Klein aus Witten und den starken Ungarn Tamás Gáspár, und Niederlagen gegen Roman Bierła aus Polen und dem damals in dieser Gewichtsklasse fast unbezwingbaren sowjetischen Ringer Nikolai Balboschin erreichte er auf Anhieb mit seinem dritten Platz einen Medaillengewinn. Bei der Weltmeisterschaft des gleichen Jahres in San Diego gewann er wieder über Hans-Günter Klein und besiegte auch Roman Bierła, gegen den er bei der Europameisterschaft noch verloren hatte, dann wurde er aber von dem US-Amerikaner Brad Rheingans und Nikolai Balboschin geschlagen und kam so nur auf den undankbaren 4. Platz.
1980 gewann Vasile Andrei bei der Europameisterschaft in Prievidza sogar die EM-Silbermedaille im Schwergewicht hinter Georgi Rajkow aus Bulgarien, gegen den er den Endkampf verlor. Bemerkenswerterweise hatte Vasile Andrei in einem Vorrundenkampf gegen Hans-Günter Klein verloren, der aber durch Niederlagen gegen andere Ringer vorzeitig ausschied, so dass sich die Niederlage Andreis gegen Klein für Andrei nicht nachteilig auswirkte. Bei den Olympischen Spielen 1980 in Moskau feierte Vasile Andrei Siege über den starken Jugoslawen Refik Memišević, der später Weltmeister im Superschwergewicht wurde, und den sich allerdings wegen einer langwierigen Verletzung im Vorfeld der Spiele in schwacher Form befindenden Nikolai Balboschin. Gegen Roman Bierła und Georgi Rajkow unterlag Vasile Andrei allerdings und gewann so die Bronzemedaille.
1981 war für Vasile Andrei ein etwas schwächeres Jahr. Er wurde nur bei der Europameisterschaft in Göteborg eingesetzt, wo er nach zwei Siegen gegen Nikolai Inkow aus der Sowjetunion und gegen Christer Gulldén aus Schweden, der eigentlich ein Halbschwergewichtler war, unterlag und deshalb nur auf den 4. Platz kam. Bei der Weltmeisterschaft 1981 war er nicht am Start.
Im Jahre 1982 wurde Vasile Andrei bei der Weltmeisterschaft in Kattowitz Vize-Weltmeister, nachdem er im Frühjahr bei der Europameisterschaft in Warna wieder mit den 4. Platz vorliebnehmen musste. In Kattowitz besiegte er u. a. Nikolai Inkow und den amtierenden Europameister Andrej Dimitrow aus Bulgarien. Im Endkampf unterlag er etwas überraschend dem Polen Roman Wrocławski, der in Kattowitz mit Unterstützung seiner polnischen Landsleute einen Glanztag hatte.
1983 gewann Vasile Andrei weder bei der Europameisterschaft in Budapest und noch bei der Weltmeisterschaft in Kiew eine Medaille. Mit dem 4. Platz in Budapest und dem 5. Platz in Kiew erzielte er aber wieder hervorragende Ergebnisse. Auch bei der Europameisterschaft 1984 in Jönköping kam er nur auf den 4. Platz. Andrej Dimitrow, Tamás Gáspár und der sowjetische Sportler Viktor Awdychew waren bei diesen Meisterschaften für ihn zu stark.
1984, als die anderen starken Ringernationen aus den Ostblock-Staaten bei den Olympischen Spielen in Los Angeles fehlten, nutzte Vasile Andrei die Gunst der Stunde und wurde im Schwergewicht Olympiasieger. In den Endkämpfen machten ihm aber Georgios Pikilidis aus Griechenland und vor allem der US-Amerikaner Gregory Gibson diesen Sieg sehr schwer. Er rang in Los Angeles übrigens auch im freien Stil im Superschwergewicht, weil Rumänien hier keinen eigentlichen Freistilringer nominiert hatte und kam in dem ihm ungewohnten Stil auf den 6. Platz.
Vasile Andrei rang nach seinem Olympiasieg noch bis 1988 weiter. Er gewann zwar keinen Titel mehr, aber mit seinem 2. Platz bei der WM 1986 in Budapest, seinem 2. Platz bei der Europameisterschaft 1987 in Tampere und seinem 3. Platz bei der Weltmeisterschaft 1987 in Clermont-Ferrand bewies er, dass sein Olympiasieg kein Zufall war. Mit einem 5. Platz bei der Europameisterschaft 1988 in Kolbotn/Norwegen beschloss Vasile Andrei seine internationale Ringerlaufbahn. Jüngere Ringer wie Anatoli Fedorenko aus der Sowjetunion, Gerhard Himmel aus der BRD und Andrzej Wroński aus Polen waren nach vorne gekommen und lösten ihn ab.
Die Zuverlässigkeit, die Vasile Andrei bei den 19 internationalen Meisterschaften, die er von 1975 bis 1988 bestritt, zeigte, verdient besonders hervorgehoben zu werden. Bei keiner dieser Meisterschaften schied er vorzeitig aus, rang immer um die Medaillen mit und belegte bei 18 dieser Meisterschaften einen Platz unter den ersten sechs Siegern.
Nach Beendigung seiner aktiven Ringerlaufbahn absolvierte Vasile Andrei, der auch vielfacher rumänischer Meister in der Gewichtsklasse bis 100 kg Körpergewicht (Schwergewicht) war, ein Sportstudium und wirkte dann einige Jahre lang als Trainer bei seinem Stammverein Steaua Bukarest.  Er trainierte außerdem im Jahr 2000 die tunesische Nationalmannschaft. Heute ist er Generalsekretär des rumänischen Ringerverbandes.

## Internationale Erfolge
(OS = Olympische Spiele, WM = Weltmeisterschaft, EM = Europameisterschaft, GR = griech.-röm. Stil, S = Schwergewicht, damals bis 100 kg Körpergewicht)
- 1975, 4. Platz, Junioren-EM in Chaskowo, GR, S, hinter Mizgaitis, UdSSR, Apostolow, Bulgarien u. Roman Bierła, Polen u. vor Arabizadeh, Iran;
- 1979, 3. Platz, Großer Preis der Bundesrepublik Deutschland in Aschaffenburg, GR, S, hinter Nikolai Balboschin, UdSSR u. Andrej Dimitrow, Bulgarien u. vor Georg Svensson, Schweden, Hans-Günter Klein, BRD u. Jeff Simons, USA;
- 1979, 3. Platz, EM in Bukarest, GR, S, mit Siegen über Oldřich Dvořák, Tschechoslowakei, Hans-Günter Klein u. Tamás Gáspár, Ungarn u. Niederlagen gegen Roman Bierła u. Nikolai Balboschin;
- 1979, 4. Platz, WM in San Diego, GR, S, mit Siegen über Hans-Günter Klein u. Roman Bierła u. Niederlagen gegen Brad Rheingans, USA u. Nikolai Balboschin;
- 1980, 3. Platz, Turnier in Warschau, GR, S, hinter Nikolai Inkow, UdSSR u. Roman Bierła;
- 1980, 2. Platz, EM in Prievidza, GR, S, mit Siegen über Refik Memišević, Jugoslawien u. Svend Studsgaard, Dänemark u. Niederlagen gegen Hans-Günter Klein u. Georgi Rajkow, Bulgarien;
- 1980, Bronzemedaille, OS in Moskau, GR, S, mit Siegen über Refik Memisevic u. Nikolai Balboschin u. Niederlagen gegen Roman Bierła u. George Rajkow;
- 1981, 4. Platz, EM in Göteborg, GR, S, mit Siegen über Wladislaw Bojko, Tschechoslowakei u. Josef Tertelj, Jugoslawien u. Niederlagen gegen Nikola Inkow u. Christer Gulldén, Schweden;
- 1981, 2. Platz, Universiade in Bukarest, GR, S, hinter Michail Saladse, UdSSR u. vor Roman Wrocławski, Polen, Georgios Pikilidis, Griechenland, Rene Vidal, Kuba u. Istvan Miholek, Ungarn;
- 1982, 4. Platz, EM in Warna, GR, S, hinter Andrej Dimitrow, Nikolai Inkow u. Josef Tertelj u. vor Tamás Gáspár u. Wladislaw Bojko;
- 1982, 2. Platz, WM in Kattowitz, GR, S, hinter Roman Wrocławski u. vor Andrej Dimitrow, Nikolai Inkow, Josef Tertelj u. Wlasislaw Bojko;
- 1982, 4. Platz, World-Cup in Budapest, GR, S, hinter Tamás Gáspár, Sergej Golubowitsch, UdSSR u. Greg Gibson, USA u. vor Khams Samrah, Ägypten u. Yoshihiro Fujita, Japan;
- 1983, 2. Platz, TUL-Tutnier in Oulu, GR, S, hinter Guram Guduschauri, UdSSR u. vor Risto Salopuro u. Keji Manni, bde. Finnland;
- 1983, 4. Platz, EM in Budapest, GR, S, hinter Andrej Dimitrow, Tamás Gáspár u. Viktor Awdychew, UdSSR u. vor Georgios Pikilidis u. Josef Tertelj;
- 1983, 5. Platz, WM in Kiew, GR, S, hinter Andrej Dimitrow, Josef Tertelj, Viktor Awdychew u. Georgios Pikilidis u. vor Dennis Koslowski, USA;
- 1984, 4. Platz, EM in Jönköping, GR, S, mit Siegen über Georgios Pikilidis u. Thomas Horschel, DDR u. Niederlagen gegen Andrej Dimitrow u. Nikolai Balboschin;
- 1984, Goldmedaille, OS in Los Angeles, GR, S, mit Siegen über Karl-Johann Gustavsson, Schweden, Franz Pitschmann, Österreich, Georgios Pikilidis u. Greg Gibson;
- 1984, 6. Platz, OS in Los Angeles, F, SS, hinter Bruce Baumgartner, USA, Robert Molle, Kanada, Ayhan Taşkın, Türkei, Hassan El-Haddad, Ägypten u. Mamadou Sakho, Senegal;
- 1984, 3. Platz, World-Cup in Seinäjoki/Finnland, GR, S, hinter Gregory Gibson u. Klemenko, UdSSR und vor Keijo Manni, Finnland u. Trushima, Japan;
- 1985, 4. Platz, WM in Kolbotn/Norwegen, GR, S, hinter Andrej Dimitrow, Tamás Gáspár u. Anatoli Fedorenko, UdSSR u. vor Josef Tertelj u. Roman Bierła;
- 1986, 1. Platz, Großer Preis der BRD in Freiburg im Breisgau, GR, S, vor Uwe Neupert u. Thomas Horschel, bde. DDR, Roman Bierła, Fritz Gerdsmeier, BRD u. Dusan Masar, Tschechoslowakei;
- 1986, 7. Platz, EM in Athen, GR, S, hinter Josef Tertelj, Thomas Horschel, Istvan Illes, Dusan Masar, Anatoli Fedorenko u. Roman Bierła;
- 1986, 2. Platz, WM in Budapest, GR, S, hinter Tamás Gáspár u. vor Anatoli Fedorenko, Ilija Georgiew, Bulgarien, Gerhard Himmel, BRD u. Georgios Pikilidis;
- 1987, 2. Platz, EM in Tampere, GR, S, hinter Ilja Wasiljew, Bulgarien u. vor Jörg Kotte, DDR, Josef Tertelj, Igor Kanygin, UdSSR u. Keijo Manni;
- 1987, 1. Platz, Grand-Prix-Turnier, GR, S, vor Hector Miljan, Kuba, Josef Tertelj, Gerhard Himmel, Ilja Wasiljew u. Istvan Illes;
- 1987, 3. Platz, WM in Clermont-Ferrand, GR, S, hinter Guram Guduschauri, UdSSR u. Dennis Koslowski u. vor Jörg Kotte, Josef Tertelj u. Ilja Wasiljew;
- 1987, 1. Platz, FILA-Grand-Prix-Turnier in Budapest, GR, S, vor Ilja Wasiljew, Dennis Koslowski, Josef Tertelj, Hector Miljan u. Jörg Kotte;
- 1988, 5. Platz, EM in Kolbotn/Norwegen, GR, S, hinter Anatoli Fedorenko, Josef Tertelj, Gerhard Himmel u. Andrej Dimitrow u. vor Istvan Illes